# Шаркан
Шаркан (слч. Šarkan, мађ. Sárkányfalva) насељено је мјесто са административним статусом сеоске општине (слч. obec) у округу Нове Замки, у Њитранском крају, Словачка Република.

## Становништво
| Година:    | 1994. | 2004.    | 2014.    | 2024.   |
| ---------- | ----- | -------- | -------- | ------- |
| Број људи: | 393   | 343      | 386      | 369     |
| Разлика:   |       | -12,72 % | +12,53 % | -4,40 % |

| Година:    | 2023. | 2024.   |
| ---------- | ----- | ------- |
| Број људи: | 358   | 369     |
| Разлика:   |       | +3,07 % |

Према подацима о броју становника из 2011. године насеље је имало 368 становника.